# Claude Reiter
Claude Reiter, né le 2 juillet 1981 est un footballeur international luxembourgeois qui jouait au poste de défenseur.

## Biographie
Il compte 37 sélections en équipe nationale, ainsi qu'un but inscrit contre la Russie le 8 octobre 2005 (défaite 5-1).
Claude Reiter met fin à sa carrière à l'âge de 29 ans, en 2010. Il est désormais architecte au Luxembourg.